# Nationalpark Perito Moreno

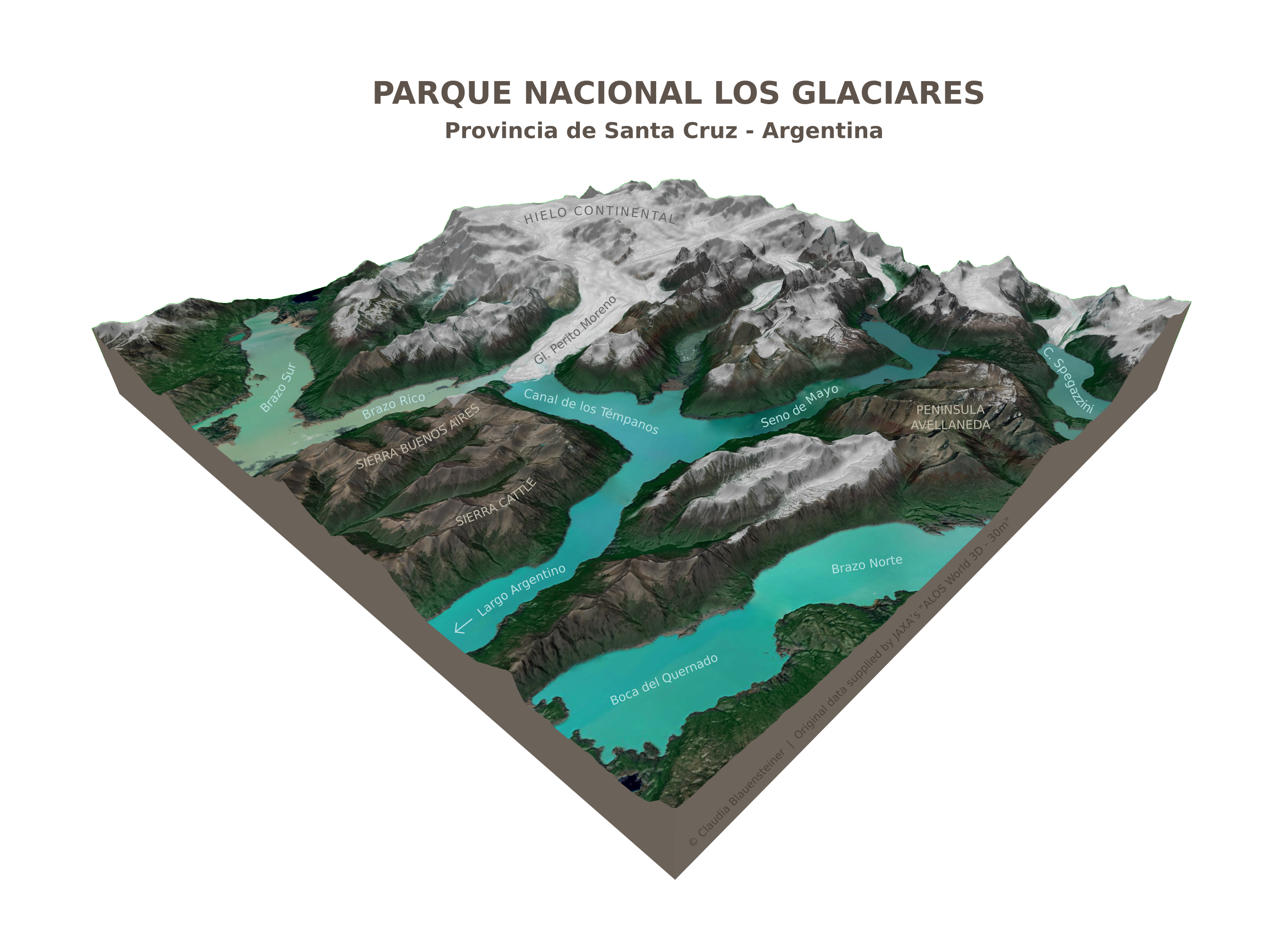
Kartenverwandte Darstellung der Landschaft im Perito Moreno National Park.

Der Nationalpark Perito Moreno (span.: Parque Nacional Perito Moreno) wurde 1937 gegründet. Er befindet sich im Nordosten der Provinz Santa Cruz im argentinischen Teil Patagoniens. Er umfasst eine Fläche von 1150 km² und liegt durchschnittlich 900 Meter über dem Meer. Für Touristen ist nur ein Drittel des Nationalparks zugänglich, der übrige Teil ist der Forschung vorbehalten. Der spezielle Reiz des Nationalparks wird durch die türkisen und smaragdfarbenen Seen hervorgerufen, die in der gelblich-bräunlichen patagonischen Steppe liegen und von vegetationslosen grauen und schwarzen Bergen eingefasst werden. Die touristische Erschließung erfolgt von El Calafate aus. Der Nationalpark wurde nach dem Entdecker Perito Moreno benannt, der auch Namenspate für den Perito-Moreno-Gletscher im Nationalpark Los Glaciares und die Kleinstadt Perito Moreno in Patagonien war.

## Flora
Durch seine Lage am Ostabhang der Anden ist der westliche, für den Touristen nicht zugängliche, Teil von Anden und Vorandengipfeln bedeckt. Die Täler sind mit Südbuchenwäldern (Lenga, Nothofagus pumilio) bewachsen. Den ariden östlichen Teil des Nationalparks bedeckt die Patagonische Steppe.

## Fauna
Die größten Bewohner des Nationalparks sind Guanakos und Pumas, die allerdings nur extrem selten gesichtet werden können. Zudem gibt es eine reiche Vogelwelt. Die wirklich außergewöhnlichen Tiere des Nationalparks sind verschiedene einheimische Fischspezies, die durch den massiven Besatz mit Forellen in allen anderen Gewässern der Anden verdrängt wurden.
Touristisch ist der Nationalpark nur gering entwickelt und nur über mehrere Hundert Kilometer Piste zu erreichen.